# Sommette-Eaucourt
Sommette-Eaucourt è un comune francese di 152 abitanti situato nel dipartimento dell'Aisne della regione dell'Alta Francia.
Il comune è di fatto composto da tre entità d'importanza pressoché paritaria : 
- Sommette, con municipio, chiesa e cimitero;
- Eaucourt, situata a due chilometri in direzione di Chauny, con chiesa e cimitero;
- Malachov, adiacente al comune di Ham, che si trova, nel dipartimento della Somme. Il nome di Malachov proviene dal fatto che l'adiacente quartiere di Ham si chiama Sebastopoli, in ricordo della guerra di Crimea, sotto il Secondo Impero, Malachov essendo un forte di Sebastopoli.

La città di Ham vide il soggiorno del futuro Napoleone III, imprigionato nel castello di Ham per complotto contro la Repubblica, che ne evase vestito da  muratore, un asse sulla spalla per nascondere il viso.

## Società

### Evoluzione demografica
Abitanti censiti